# 中国农工民主党重庆市委员会
中国农工民主党重庆市委员会，简称农工党重庆市委、重庆农工党，是中国农工民主党在重庆市的地方组织。